# Elise Brandhurst
Elise Brandhurst est une compositrice et autrice allemande.

## Biographie
Elise Brandhurst compose essentiellement de la musique de piano et des chants.